# Atsushi Yanagisawa
Atsushi Yanagisawa (柳沢 敦, Yanagisawa Atsushi, Toyama, 27 mei 1977) is een Japans voormalig voetballer die als aanvaller speelde.

## Carrière
Atsushi Yanagisawa speelde tussen 1996 en 2010 voor Kashima Antlers, Sampdoria, Messina Peloro en Kyoto Sanga FC. Hij tekende in 2011 bij Vegalta Sendai.

## Japans voetbalelftal
Atsushi Yanagisawa debuteerde in 1998 in het Japans nationaal elftal en speelde 58 interlands, waarin hij 17 keer scoorde.

## Statistieken
| Japans voetbalelftal | Japans voetbalelftal | Japans voetbalelftal |
| Jaar                 | Wed.                 | Dlp.                 |
| -------------------- | -------------------- | -------------------- |
| 1998                 | 2                    | 0                    |
| 1999                 | 4                    | 0                    |
| 2000                 | 10                   | 4                    |
| 2001                 | 6                    | 5                    |
| 2002                 | 9                    | 0                    |
| 2003                 | 5                    | 2                    |
| 2004                 | 8                    | 2                    |
| 2005                 | 10                   | 4                    |
| 2006                 | 4                    | 0                    |
| Totaal               | 58                   | 17                   |